# Frances Power Cobbe
Frances Power Cobbe (4 de desembre de 1822 – 5 d'abril de 1904) fou una escriptora, reformista social i sufragista irlandesa. Activista contrària a la vivisecció, va fundar diversos grups a favor dels animals, incloent-hi la National Anti-Vivisection Society (NAVS) el 1875, i la British Union for the Abolition of Vivisection (BUAV) el 1898. Va ser membre del consell executiu de la Societat Nacional pel Sufragi Femení de Londres.
Va ser autora de nombrosos llibres i assajos, entre els quals destaquen The Intuitive Theory of Morals (1855), On the Pursuits of Women (1863), Cities of the Past (1864), Criminals, Idiots, Women and Minors (1869), Darwinism in Morals (1871), i Scientific Spirit of the Age (1888).